# Zahodna Avstralija
Zahodna Avstralija je največja zvezna država Avstralije, saj pokriva tretjino dežele s površino 2 525 500 km2. Glavno mesto je Perth, druga pomembna središča so pa Mandurah, Bunbury, Kalgoorlie, Geraldton in Albany. 

## Geografija
Zahodna Avstralija meji na Indijski ocean - njena obala je dolga več kot 12500 km.

### Podnebje
Zahodna Avstralija ima zelo raznoliko podnebje: na severu je tropsko, na jugu sredozemsko, v notranjosti pa puščavsko.